# Porrhomma cambridgei
Porrhomma cambridgei is een spinnensoort in de taxonomische indeling van de hangmatspinnen (Linyphiidae).
Het dier behoort tot het geslacht Porrhomma. De wetenschappelijke naam van de soort werd voor het eerst geldig gepubliceerd in 1994 door Merrett.
De soort leeft voornamelijk ondergronds.
In België werd de soort in 2016 voor het eerst waargenomen. Een individu in de Viroinvallei in Nismes en een in het Zwin.